# Maison de la Noble Corporation de Livonie
La maison de la Noble Corporation de Livonie (en letton : Vidzemes bruņniecības nams) également connue sous le nom de Maison Saeima  (Saeimas nams), est le siège du parlement de Lettonie, la Saeima. Il est situé dans la vieille ville de Riga.

## Architecture
Le bâtiment a été construit pour abriter le Landtag de la Noble Corporation de Livonie dans le gouvernement de Livonie. Il a été conçu par les architectes Robert Pflug, un Allemand de la Baltique et Jānis Baumanis, le premier architecte letton de formation académique dans le style néo-Renaissance avec une finition éclectique. La construction a commencé en 1863 et s'est achevée en 1867 juste en face de la cathédrale Saint-Jacques. La façade comportait une niche contenant une statue du sculpteur danois David Jensen du Landmeister teutonique Wolter von Plettenberg.

## Histoire
Dans l'Empire russe, le gouvernement de Livonie était administré avec la coopération de la Noble Corporation de Livonie, le domaine de la noblesse qui devait fidélité à l'empereur. La Noble Corporation, également connue sous le nom de Chevalerie, a commencé à la dissolution de l'Ordre teutonique en Livonie au XVIe siècle et comprenait les principaux représentants de la noblesse balte-allemande qui constituaient la classe dirigeante en Lettonie et en Estonie jusqu'à la Première Guerre mondiale. Le Landtag n'a jamais été un organe démocratique.
Après que le Conseil populaire a déclaré l'indépendance de la Lettonie le 18 novembre 1918, le bâtiment a servi de maison, sauf pendant la période de 1919 où le Congrès pan-letton des députés soviétiques des travailleurs de la République socialiste soviétique de Lettonie contrôlait Riga. Après la défaite de la république socialiste, le bâtiment devient le siège de l' Assemblée constitutionnelle élue en 1920. Le 17 octobre 1921, le bâtiment est détruit par un incendie. Il a été restauré selon les plans de l'architecte Eižens Laube. La restauration comprenait une nouvelle statue du sculpteur Rihards Maurs de Lāčplēsis le "tueur d'ours", de l'épopée lettone du même nom, remplaçant la statue de von Plettenberg qui a été détruite dans l'incendie. Au moment de la restauration du bâtiment, la salle de réunion principale a été modifiée pour répondre aux besoins de la Saeima de la nouvelle République de Lettonie. La chambre Saeima aujourd'hui se rapproche encore de cette conception. La dernière réunion de l'Assemblée constitutionnelle, qui a rédigé la Constitution de la Lettonie, a eu lieu dans le bâtiment restauré le 3 novembre 1922.
Le bâtiment a servi de résidence à la Saeima jusqu'à un coup d'État du premier ministre Kārlis Ulmanis en 1934. Ulmanis a assumé le titre de président en 1936 et la dissolution continue de la Saeima a servi les objectifs de son régime autoritaire.
Pendant la Seconde Guerre mondiale, après l' occupation de la Lettonie, le bâtiment était l' emplacement du Soviet suprême de la RSS de Lettonie sous les Soviétiques et le quartier général des SS et de la police pour les territoires de l'Est sous l'Allemagne nazie. La Lettonie est restée sous occupation soviétique après la guerre et le bâtiment a servi de siège au Soviet suprême pendant près d'un demi-siècle. Au début des années 1980, l'une des cours intérieures a été murée pour agrandir l'espace du bâtiment, cette partie du bâtiment est maintenant connue sous le nom de salle de vote.
Après la restauration de l'indépendance le 4 mai 1990, le bâtiment abritait le Conseil suprême de la République de Lettonie, qui fonctionnait comme un parlement intérimaire jusqu'à ce que la Constitution soit pleinement rétablie avec l'élection de la prochaine Saeima. Depuis 1993, il abrite à nouveau le parlement letton.

## Galerie

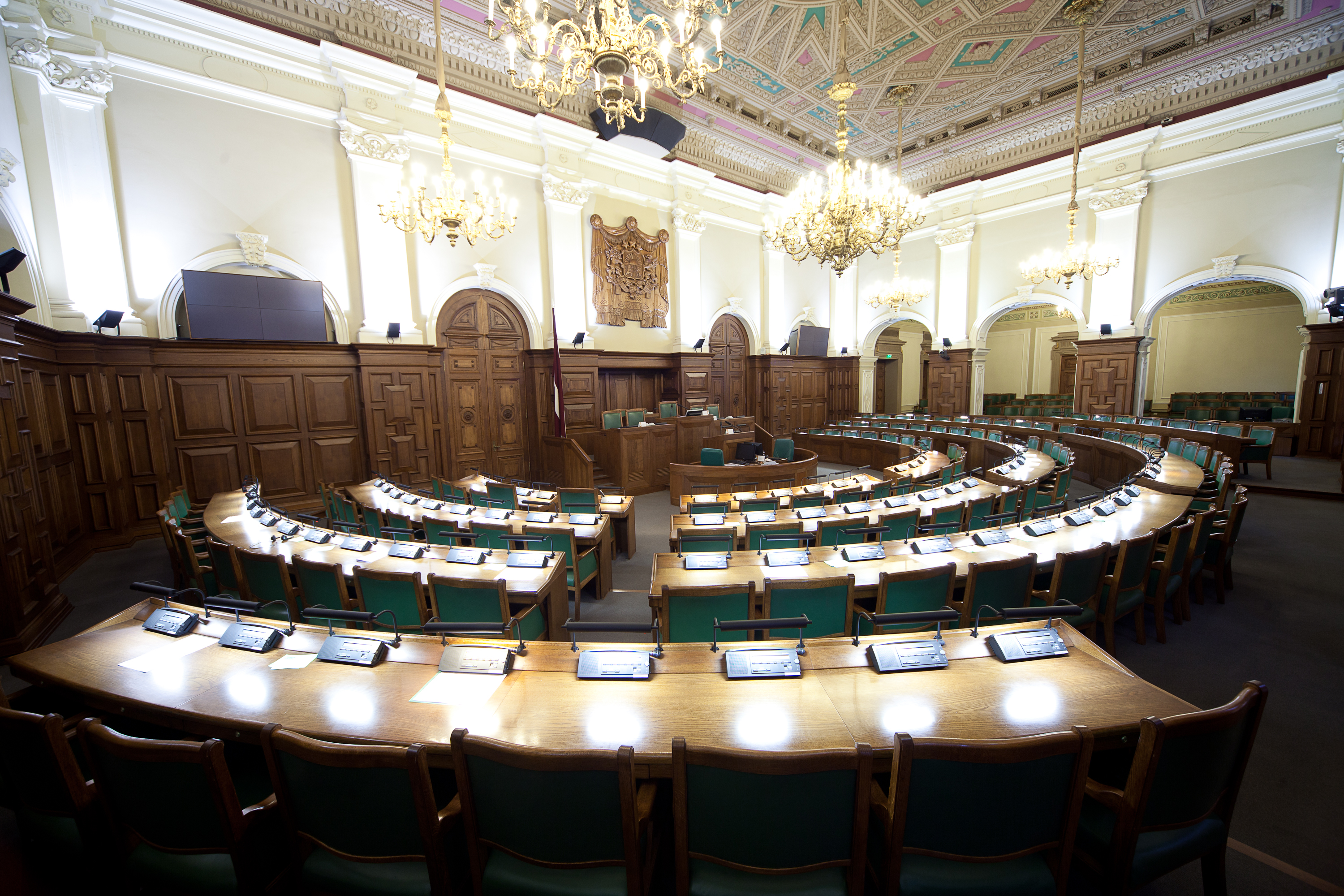
Chambre Saeima
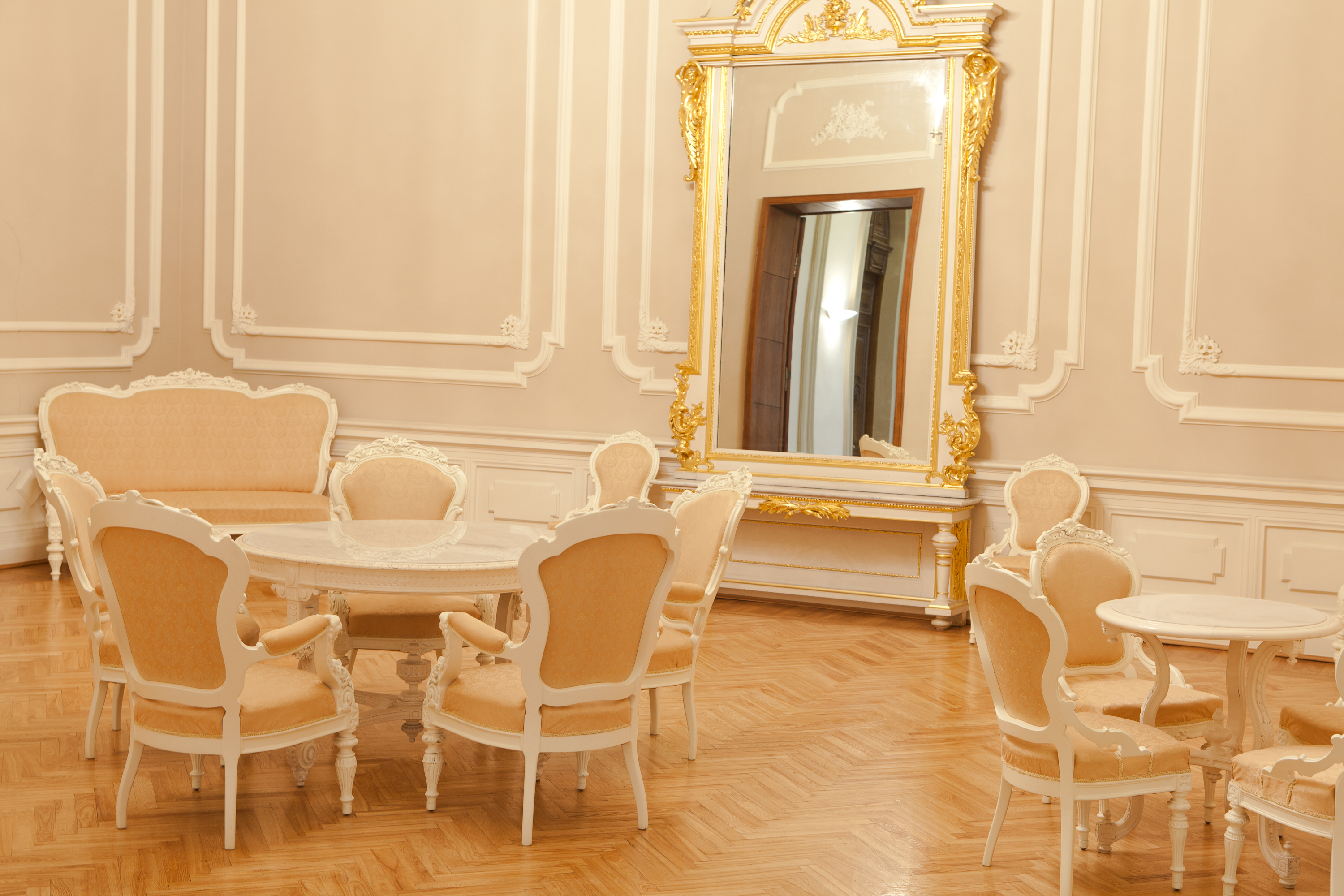
Salle jaune
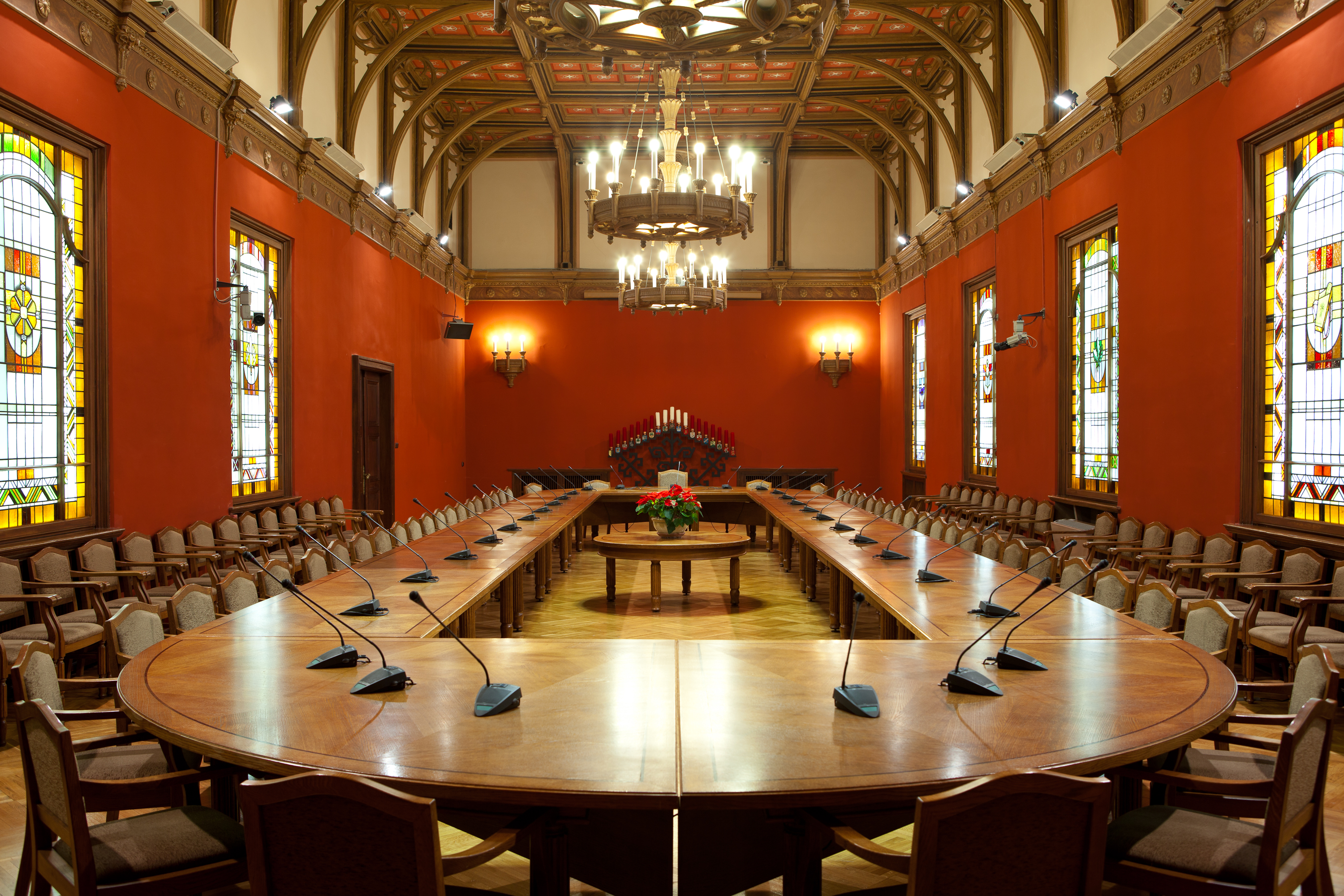
Salle rouge
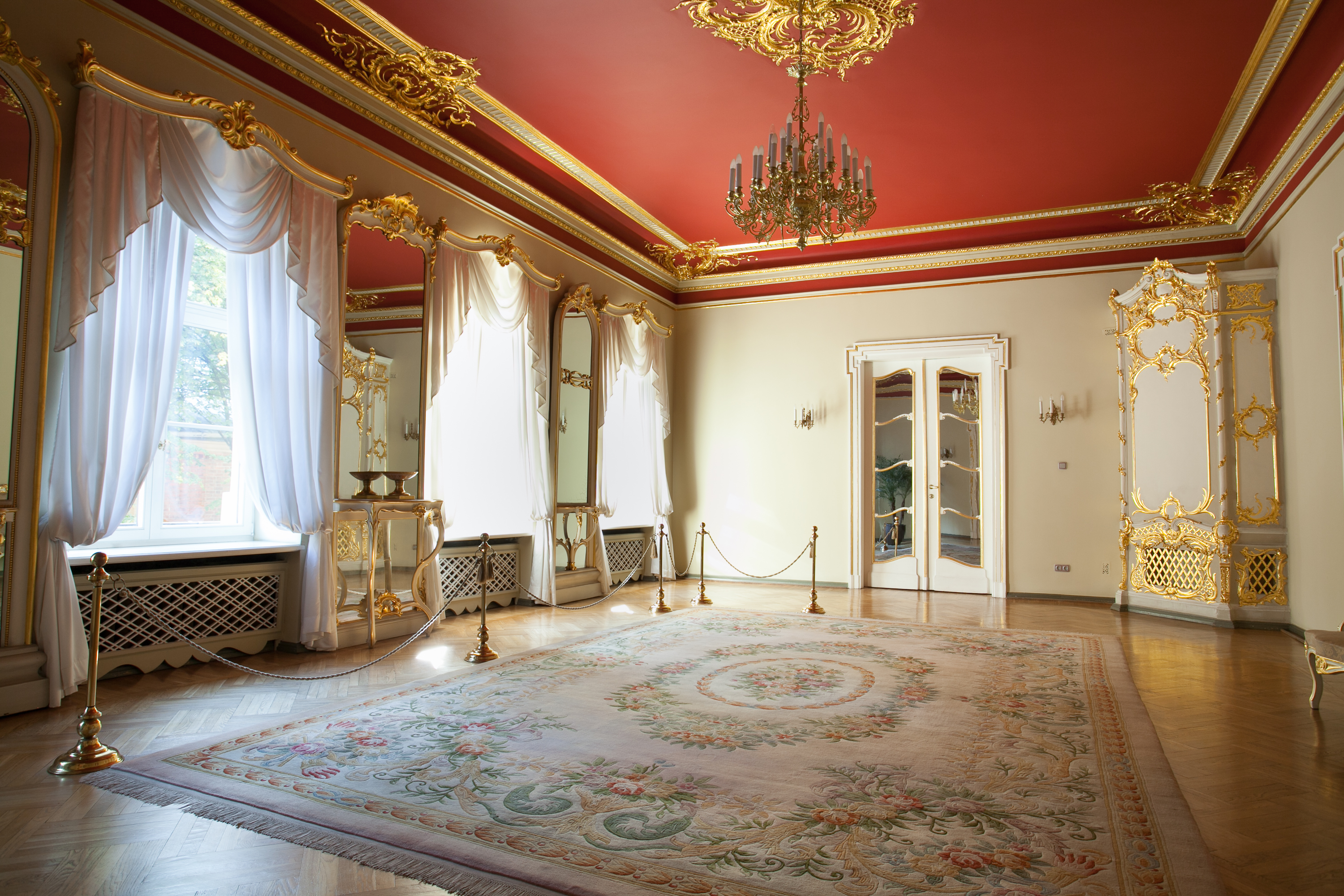
Salle blanche
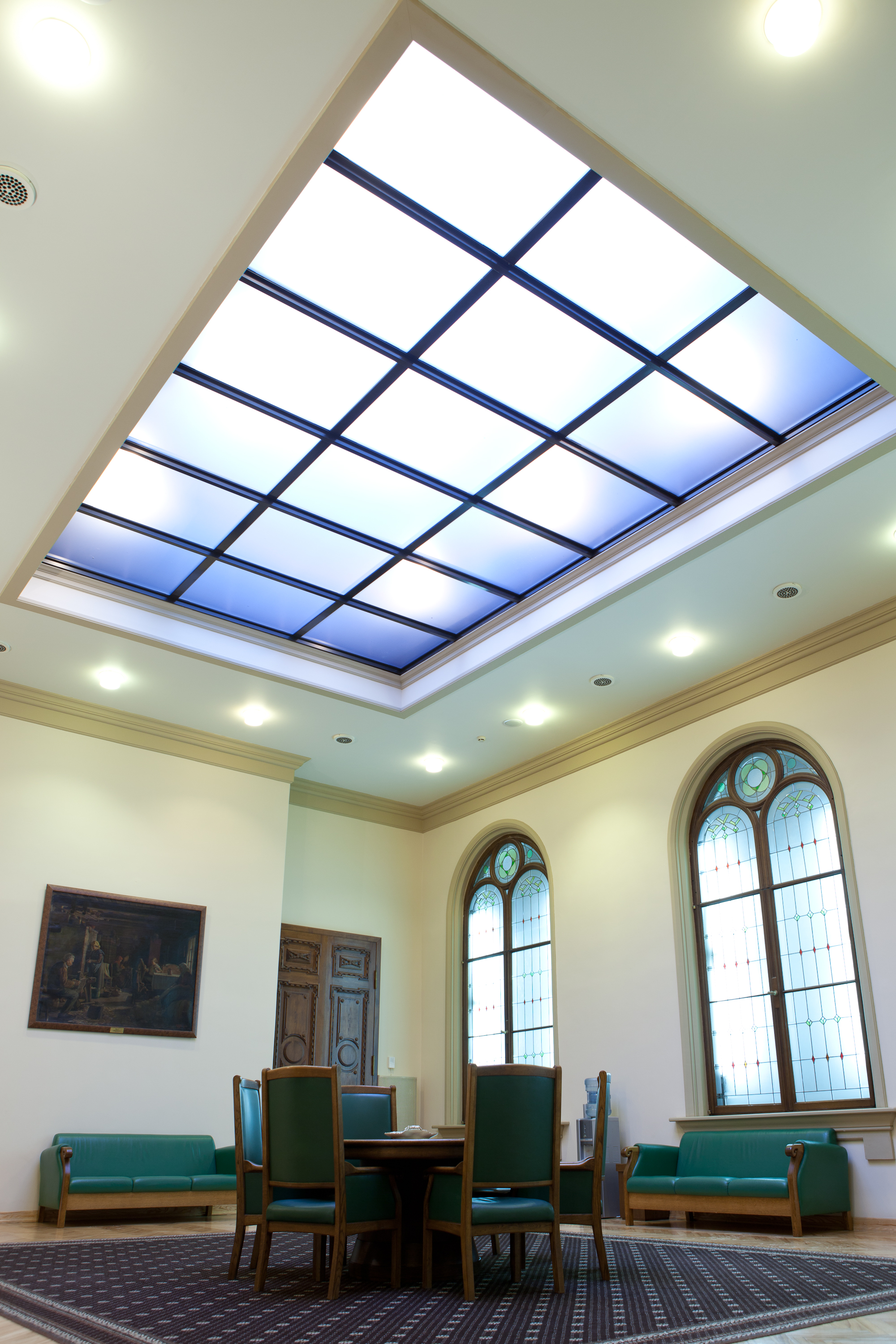
Salle de vote
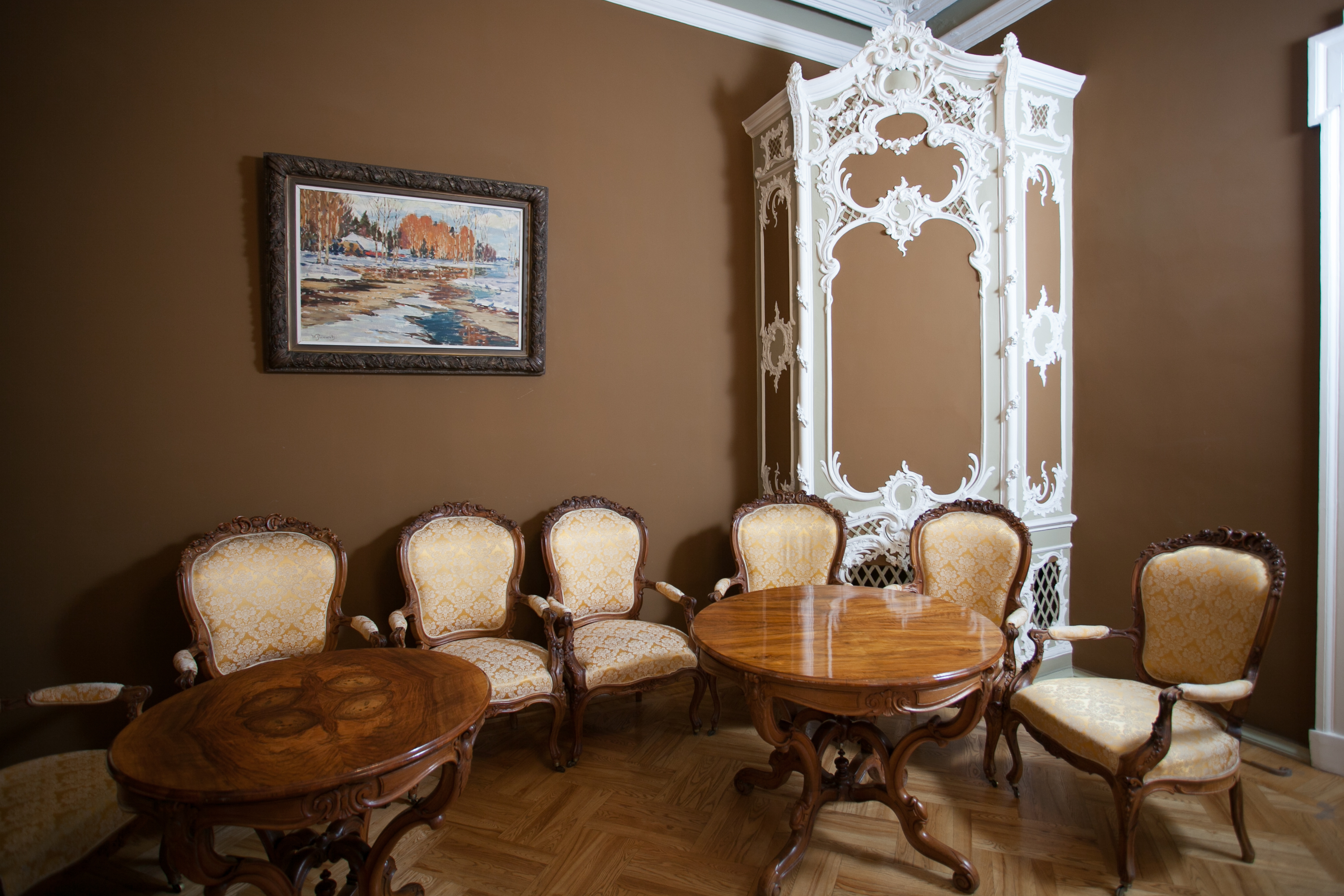
Salle marron
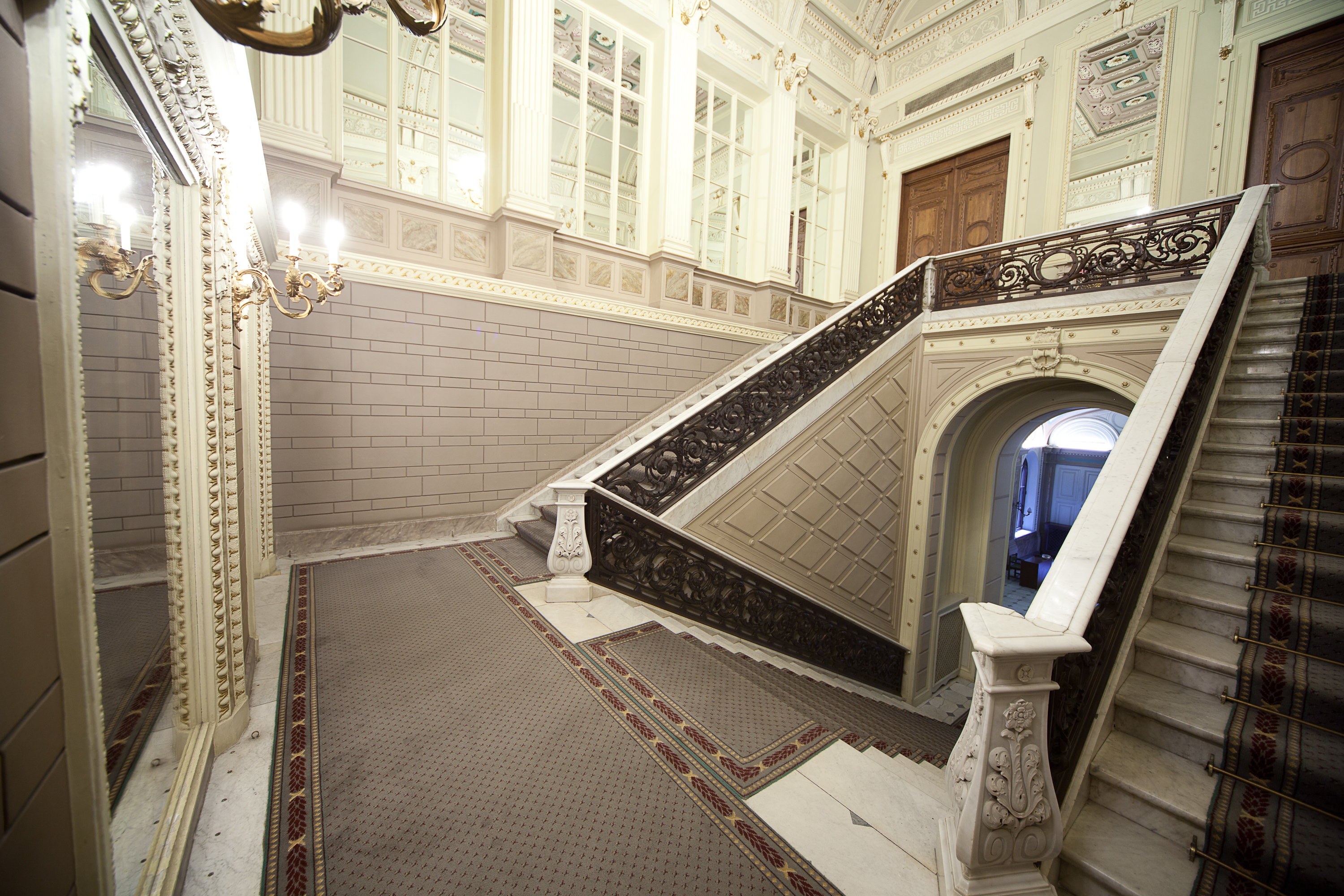
Grand escalier
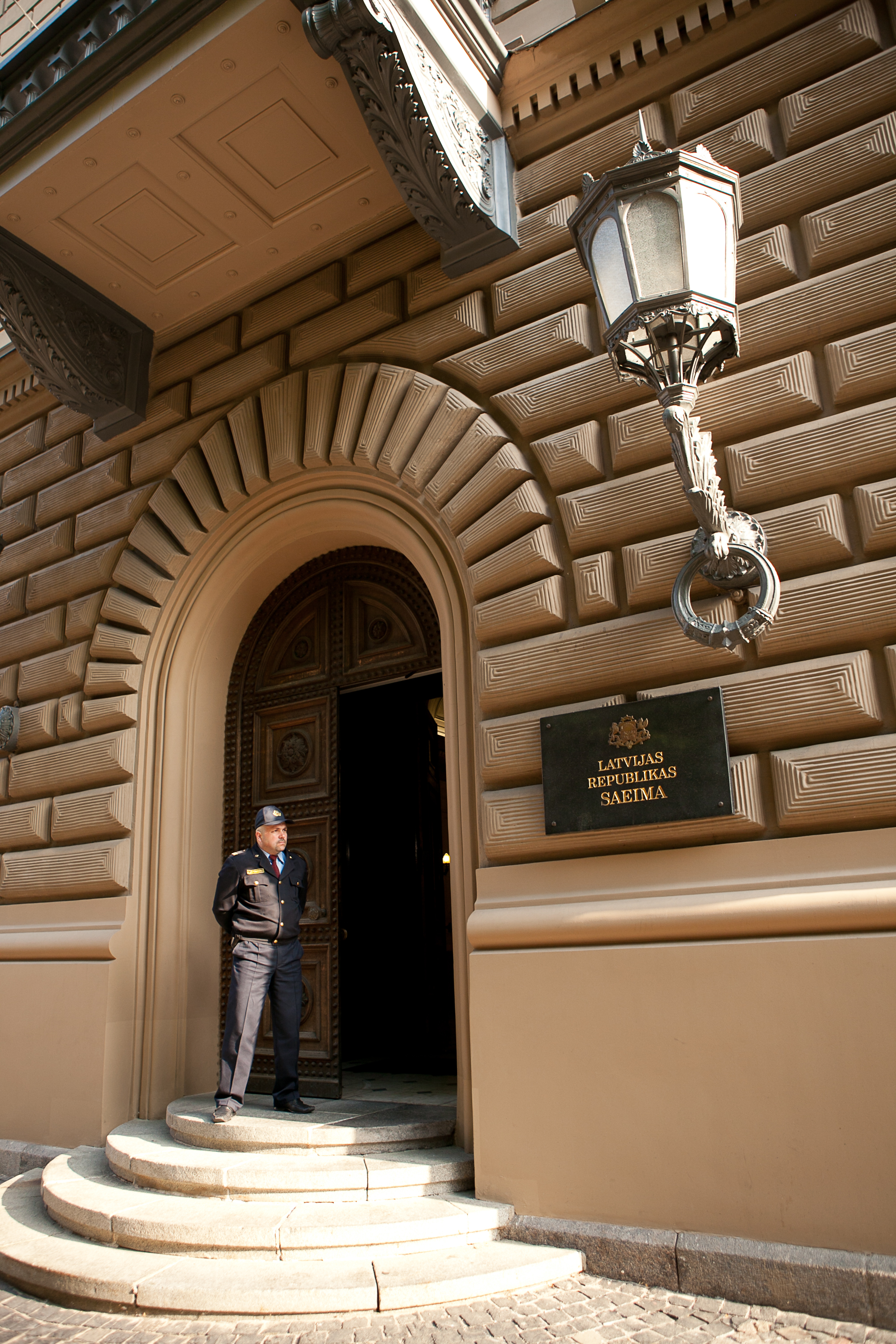
Entrée principale sur la rue Klostera
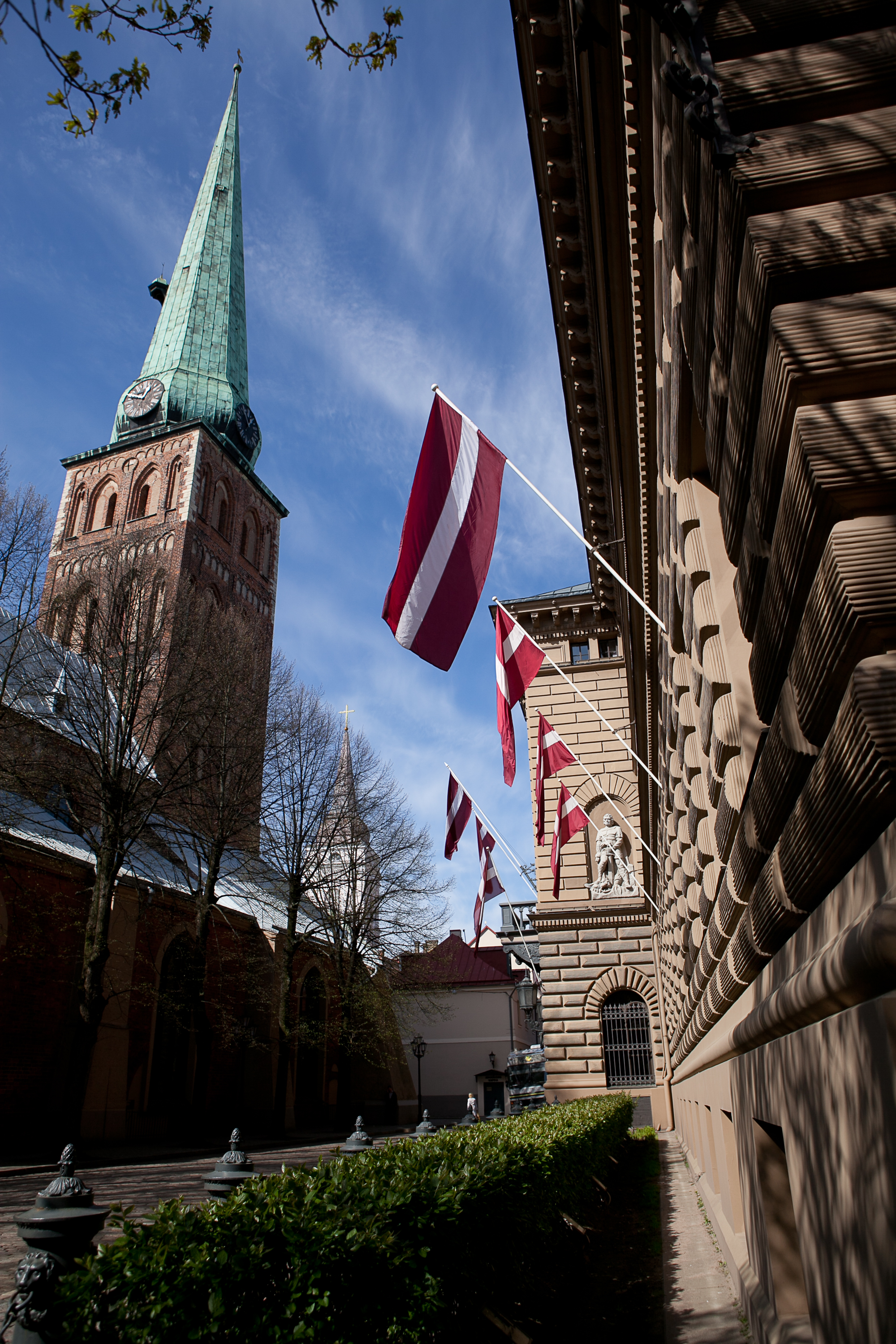
Rue Klostera et cathédrale Saint-Jacques
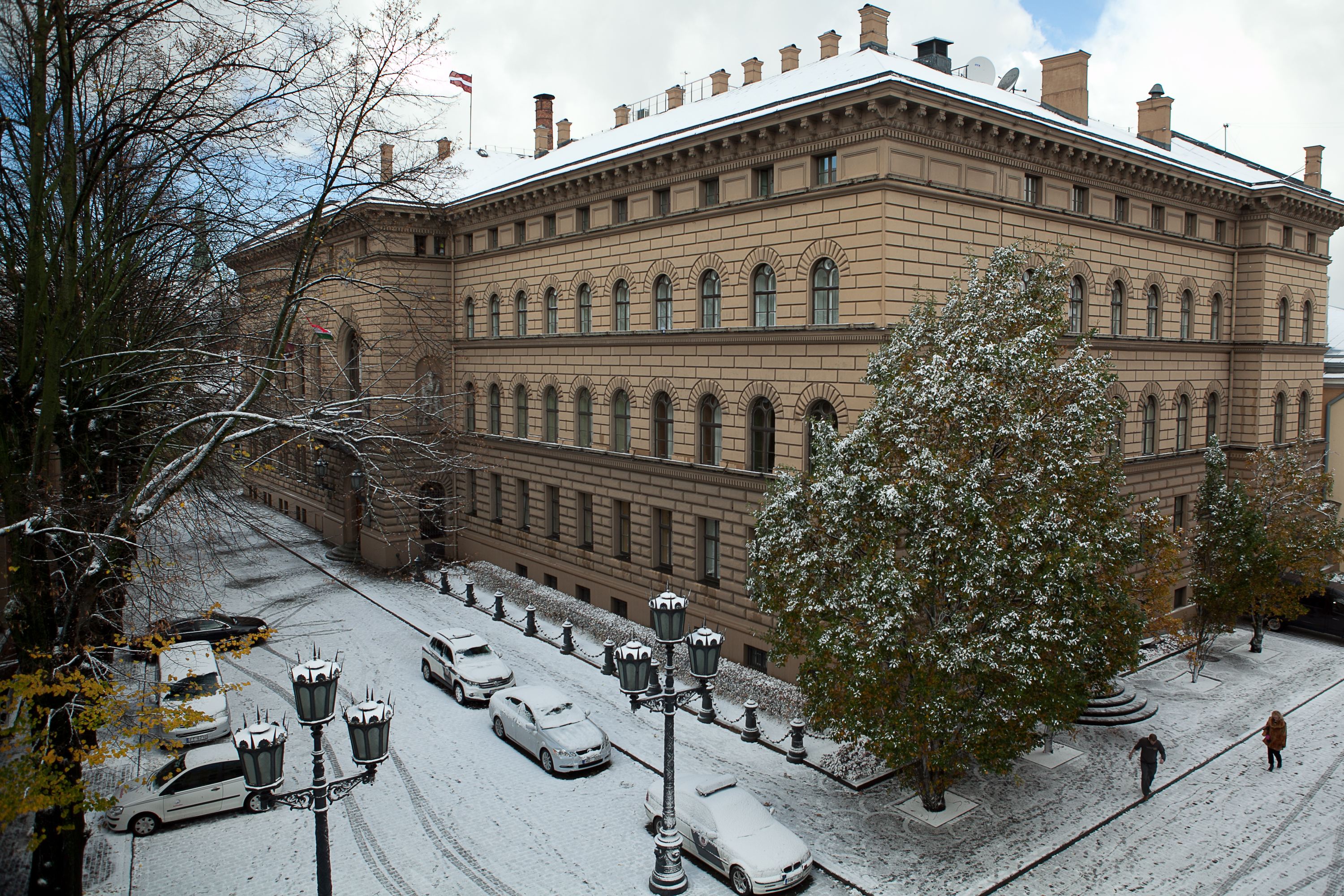
L'édifice en hiver
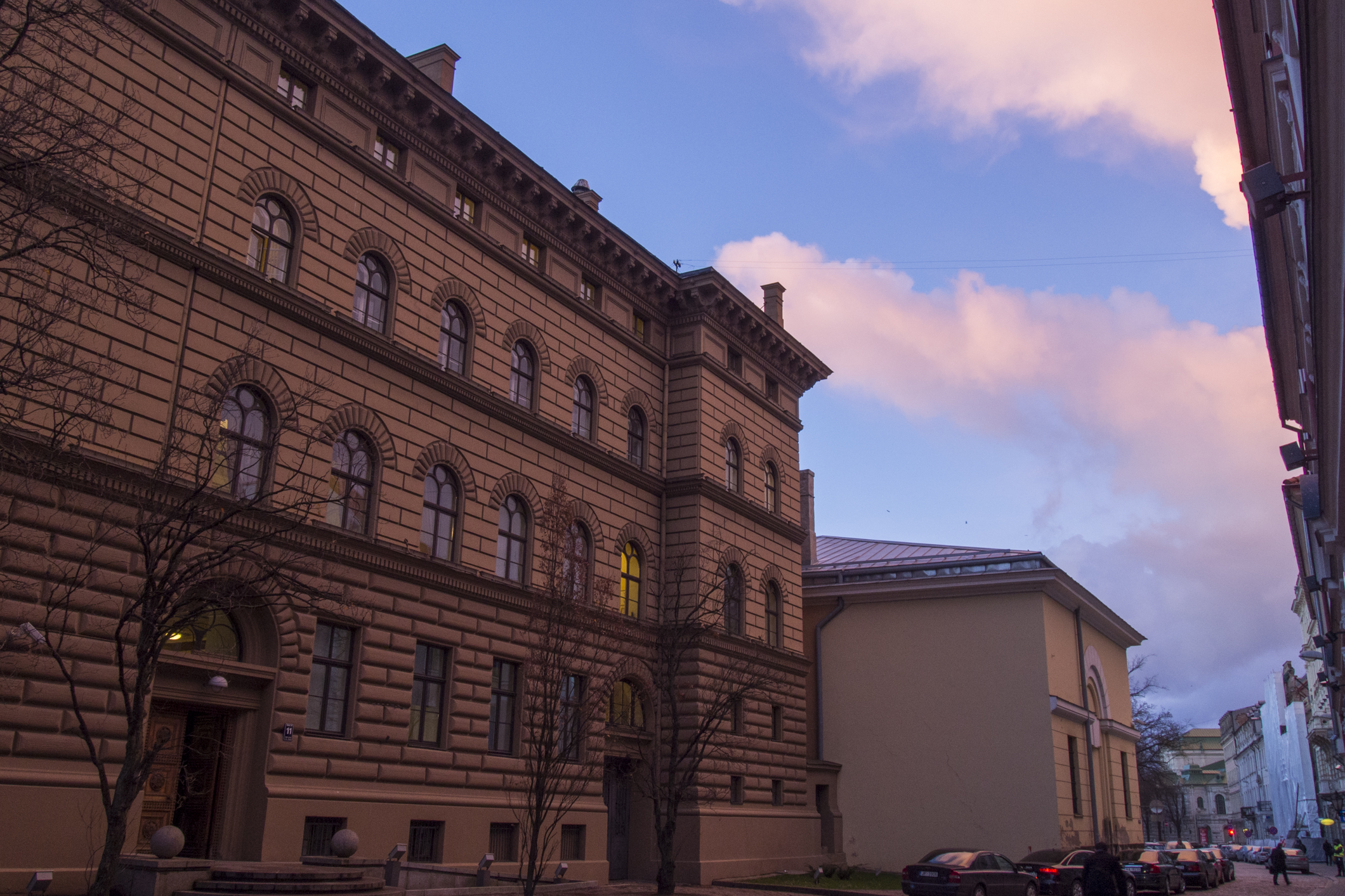
Vue le long de la rue Jēkaba
Statue de Lačplēsis. Détruite dans les années 1950, restaurée en 2007.